# ني باغي
ني باغي هي قرية في مقاطعة ميانة، إيران. عدد سكان هذه القرية هو 496 في سنة 2006.